# NGC 78
NGC 78 este o pereche de galaxii (NGC 78A și NGC 78B) situată în constelația Peștii. Această pereche de galaxii a fost descoperită în anul 1876 de către Carl Frederick Pechüle. NGC 78A este o galaxie spirală barată, iar NGC 78B este o galaxie eliptică.3